# Guarnición fronteriza y fortificaciones de la ciudad de Elvas
Se designa como Guarnición fronteriza y fortificaciones de la ciudad de Elvas al conjunto histórico-cultural clasificado como Patrimonio Mundial de la UNESCO en 2012, localizado en la ciudad de Elvas, en Portugal.  El sitio clasificado fue fortificado de forma extensiva entre los siglos XVII y XIX, y representa el mayor sistema de fortificaciones abaluartadas del mundo. En el interior de las murallas, la ciudad incluye grandes casernas y otras construcciones militares así como iglesias y monasterios. Mientras Elvas conserva vestigios que se remontan al siglo X, sus fortificaciones datan de la época del restablecimiento de la independencia de Portugal en 1640. Varias de las fortificaciones, diseñadas por el padre jesuita neerlandés João Piscásio, representan el ejemplo mejor conservado de fortificaciones del mundo con origen en la escuela militar neerlandesa.
La declaración de la Unesco recoge los siguientes bienes individuales:
| ID          | Nombre y localización                   | Coordenadas                                         | Propiedad (ha) | Zona de buffer |
| 1367bis-001 | Acueducto de Amoreira                   | 38°52′40.82″N 7°10′20.93″O / 38.8780056, -7.1724806 | 0,8148         | 690 ha         |
| 1367bis-002 | Centro histórico                        | 38°52′50.22″N 7°9′47.95″O / 38.8806167, -7.1633194  | 125,4311       | —              |
| 1367bis-003 | Fuerte de Santa Luzia y la via cubierta | 38°52′22.63″N 7°9′29.78″O / 38.8729528, -7.1582722  | 19,7116        | —              |
| 1367bis-004 | Fuerte de Nuestra Señora de Gracia      | 38°53′40.61″N 7°9′51″O / 38.8946139, -7.16417       | 11,2544        | —              |
| 1367bis-005 | Fortín de Son Mamede                    | 38°52′16.34″N 7°9′16.8″O / 38.8712056, -7.154667    | 7,9608         | —              |
| 1367bis-006 | Fortín de São Pedro                     | 38°52′18.59″N 7°9′54.59″O / 38.8718306, -7.1651639  | 1,9843         | —              |
| 1367bis-007 | Fortín de Son Domingos                  | 38°52′39.59″N 7°10′37.13″O / 38.8776639, -7.1769806 | 12,1989        | —              |

El Centro histórico comprende:
- El Castillo de Elvas
- El Recinto abaluartado de Elvas
- Las Murallas de Elvas